# Reliance Motorcycle Company
Die Reliance Motorcycle Company war ein US-amerikanisches Unternehmen für Motorräder aus der Pionierzeit der Motorisierung. Die Markennamen lauteten Reliance und Monarch.
Die Marke Reliance wurde 1903 von der Empire Motor Cycle Company eingeführt, welche kurz darauf ihren Namen in Reliance Motorcycle Company änderte. Der Firmensitz war in Owego, New York.
Im Herbst 1909 berichtete The Motor World, dass zusätzlich die Herstellung eines Automobils bevorstehe, für das Teile zugekauft würden. Ein solches Fahrzeug ist jedoch nie erschienen.
1911 musste die Produktion infolge finanzieller Schwierigkeiten eingestellt werden. Die Firma wurde darauf vom ehemaligen Geschäftsführer Willis Ives übernommen und in Ives Motorcycle Corporation umbenannt. Die Motorräder, die ab 1912 angeboten wurden, trugen den Markennamen Monarch. Zudem wurden Motoren an die Hersteller von Kleinfahrzeugen und Cyclecars geliefert. In diesem Jahr wurde ein V2-Motor mit 10 PS (nach damaliger Berechnung) vorgestellt.
Die Firma arbeitete nie rentabel. 1915 verließen die letzten Motorräder das Werk.